# Sigvard Andersson
Sven Sigvard Andersson, född 11 augusti 1912 i Umeå landsförsamling, död 22 december 2004 i Helga Trefaldighets församling i Uppsala, var en svensk agronom och professor. 
Andersson, som var son till hemmansägare Erik Andersson och Paulina Eriksson, avlade agronomexamen 1943, blev agronomie licentiat 1949 och agronomie doktor 1956. Han var assistent på Lantbrukshögskolans kemiska institution 1941–1944, på hydrotekniska institutionen 1944–1949, laborator i lantbrukets hydroteknik vid Lantbrukshögskolan 1954–1973 (tillförordnad 1950) och professor i markfysik där 1973–1978. 
Andersson bedrev vetenskapligt författarskap inom agrohydrologi och markfysik. Han tilldelades professors namn 1966 och var ledamot av Skogs- och Lantbruksakademien (1966) och Vetenskapssocieteten i Uppsala. Andersson är begravd på Uppsala gamla kyrkogård.